# シアターΧ
シアターΧ（シアターカイ、英語：THEATRE Χ）は、東京都墨田区にある劇場。
旧両国国技館である日本大学講堂（日大講堂）跡に建設された複合ビル「両国シティコア」内に、1992年にオープンした。
客席数は最大300席で、通常160席程度での使用が多い。原則として一般的な貸し館での公演は行わず、プロデュース公演、提携公演のみとなっている。

## 呼び名
Χ（カイ）は英語アルファベットのXではなく、ギリシア文字である。

## アクセス
- JR総武線両国駅より徒歩3分
- 都営地下鉄大江戸線両国駅より徒歩10分